# Riley Two-Point-Six
O  Riley Two-Point-Six  é um modelo de porte grande da Riley, divisão da British Motor Corporation.
1. ↑  Robson, Graham (1987). The Cars of BMC. London: Guild Publishing. p. 210